# Saint-Bauzile (Ardèche)
Saint-Bauzile ist eine französische Gemeinde mit 316 Einwohnern (Stand: 1. Januar 2022) im Département Ardèche in der Region Auvergne-Rhône-Alpes (vor 2016 Rhône-Alpes). Saint-Bauzile gehört zum Arrondissement Privas und zum Kanton Le Pouzin. Die Einwohner werden Saint-Bauzilois(es) genannt.

## Geografie
Saint-Bauzile liegt etwa 32 Kilometer südsüdwestlich von Valence. Umgeben wird Saint-Bauzile von den Nachbargemeinden Chomérac im Norden, Saint-Lager-Bressac im Nordosten und Osten, Saint-Vincent-de-Barrès im Osten und Südosten, Saint-Martin-sur-Lavezon im Süden, Saint-Pierre-la-Roche im Südwesten sowie Rochessauve im Westen.

## Bevölkerungsentwicklung
| Jahr                       | 1962 | 1968 | 1975 | 1982 | 1990 | 1999 | 2006 | 2019 |
| -------------------------- | ---- | ---- | ---- | ---- | ---- | ---- | ---- | ---- |
| Einwohner                  | 98   | 135  | 105  | 124  | 153  | 183  | 253  | 320  |
| Quellen: Cassini und INSEE |      |      |      |      |      |      |      |      |

## Sehenswürdigkeiten

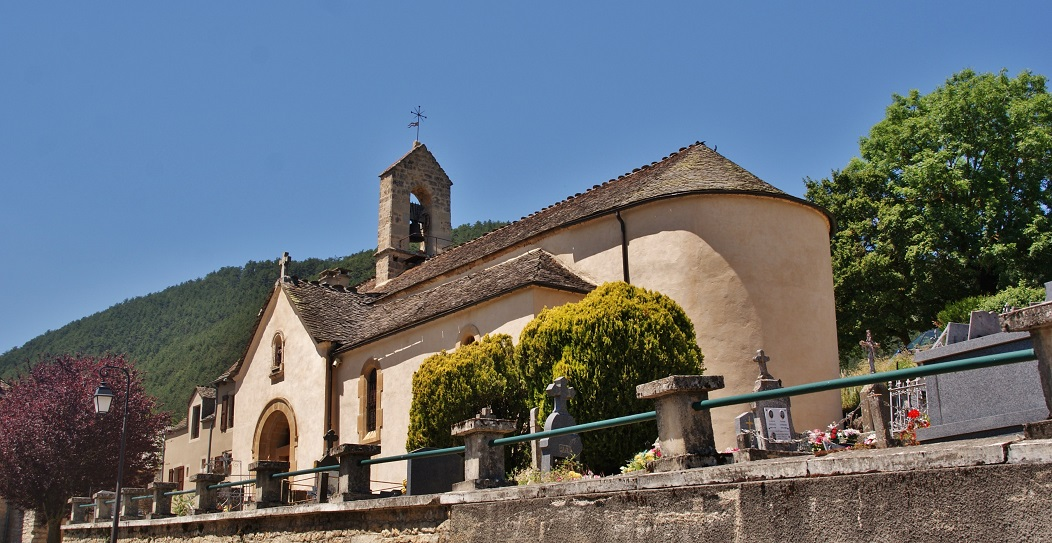
Kirche Saint-Bauzile

- Kirche Saint-Bauzile

## Persönlichkeiten
- Kathleen Cavendish (1920–1948), Schwester von John F. Kennedy, kam in Saint-Bauzile am 13. Mai 1948 bei einem Flugzeugabsturz ums Leben.